# Sebastian Schröger
Sebastian Schröger (* 26. September 1990) ist ein ehemaliger österreichischer Fußballspieler.

## Karriere
Schröger begann in seinem Heimatort bei der Union Julbach mit dem Vereinsfußball. Bereits mit 15 debütierte das Talent dort in der Kampfmannschaft. Später wechselte er zum LASK, wo er in der U-17- und U-19-Mannschaft spielte und mit beiden Teams einen Meistertitel errang. Ab der Saison 2007/08 kam er auch für die LASK Linz Juniors zum Einsatz, die 2007/08 als SPG LASK/ESV Wels und 2008/09 als SPG LASK/Schwanenstadt 08 in der Oberösterreichliga antraten. 2010 erreichte man den Aufstieg in die Regionalliga Mitte. Dort wurde die Mannschaft als Neuling Meister. Hieran hatte Schröger, der sich als Stammspieler im Team etabliert hatte, nachdem er zuvor auch durch Verletzungen zurückgeworfen wurde, seinen Anteil. Zur Spielzeit 2011/12 wurde er in den Profikader berufen und tritt in dieser Saison sowohl für die erste Mannschaft in der zweitklassigen Ersten Liga als auch für die Juniors in der Regionalliga an. Sein Debüt in der Ersten Liga gab er am 12. Juli 2011 im Spiel gegen den FC Lustenau. Im Jänner 2016 wechselte er zum OÖ-Liga-Klub SU St. Martin. Bei diesem kam er in seiner ersten Saison auf 24 Ligaspiele, in denen er viermal zum Torerfolg kam. Als 16. und damit Letzter stieg der Verein am Ende der Saison 2016/17 in die fünftklassige Landesliga Ost ab. Dort brachte es Schröger mit 20 Treffern aus 26 Meisterschaftsspielen sogar zum Torschützenkönig. Mit der Mannschaft belegte er in der Spielzeit 2017/18 den zweiten Platz, nur einen Punkt hinter dem ASKÖ Pregarten, und stieg gemeinsam mit den Pregartnern wieder in die OÖ Liga auf. Im Sommer 2018 wechselte er zu ebendiesem ASKÖ Pregarten, bei dem er im Sommer 2023 seine aktive Karriere beendete. Bis dahin hatte er 101 Meisterschaftsspiele absolviert und 24 Treffer erzielt.

## Privates
Neben dem Fußball widmet sich Schröger in seiner Freizeit auch dem Tennis, Tischtennis, Beachvolleyball und dem Snowboardfahren.
Nach seiner Profikarriere schloss er sein 2009 begonnenes Studium der Wirtschaftswissenschaften an der Universität Linz mit dem Magister ab. Im März 2022 erlangte er an seiner Alma Mater zudem den akademischen Grad Bachelor of Laws (LL.B.).
Auf Berufsebene war er nach seiner Zeit beim LASK eineinhalb Jahre lang als Verkaufsberater bei einem oberösterreichischen Fahrradhändler beschäftigt und war im Anschluss rund ein halbes Jahr Praktikant bei KPMG Austria. Im Mai 2018 begann er seine Tätigkeit als Fachberater im Kreditservice bei der Sparkasse Oberösterreich, in der er im September 2020 zum Fachberater im Bereich Sanierungsmanagement aufstieg und diese Position bis zu seinem Ausscheiden im April 2023 bekleidete.
In weiterer Folge machte er sich selbstständig und ist heute Geschäftsführer der Schröges.m.b.H., einer Holding, mit der er sich bei diversen anderen Unternehmen als Gesellschafter beteiligt.